# Tokyo Police Club
Tokyo Police Club (с англ. — «Токийский полицейский клуб») — канадская инди-рок-группа из Ньюмаркета. Основанная в 2005 году, она состояла из вокалиста и басиста Дэйва Монкса, клавишника Грэма Райта, гитариста Джоша Хука и барабанщика Грега Олсопа. Группа добилась раннего успеха с их дебютным EP 2006 года A Lesson in Crime, за которым последовало несколько популярных релизов, включая альбомы Elephant Shell и Champ в 2008 и 2010 годах соответственно. В 2010-х годах они выпустили еще три студийных альбома. Группа была дважды номинирована на премию Juno Award в категории «Альтернативный альбом года»: в 2011 году за Champ и в 2019 году за TPC. Они распались в конце ноября 2024 года.
Высокоэнергетическая инди-рок-группа Tokyo Police Club начиналась как фаворит музыкальных блогов середины 2000-х, но просуществовала гораздо дольше, чем многие из их современников, отчасти благодаря своему эволюционирующему звучанию. В то время как их ранние EP могли похвастаться дерзким стилем, соответствующим возрождению рока в начале десятилетия, группа выбрала более интроспективный подход на дебютном альбоме Elephant Shell 2008 года. Независимо от того, направляли ли они свою музыку в более отполированном направлении, как на Forcefield 2014 года, или в более сыром, как на TPC 2018 года, хуки, которые определяли музыку Tokyo Police Club, оставались.

## Дискография
Смотри статью «Дискография Tokyo Police Club» в англ. разделе.
- Elephant Shell (2008)
- Champ (2010)
- Forcefield (2014)
- TPC (2018)